# ديكستر باسي
ديكستر باسي (بالإنجليزية: Dexter Bussey)‏ هو لاعب كرة قدم أمريكية أمريكي، ولد في 11 مارس 1952 في دالاس في الولايات المتحدة.

## روابط خارجية
- ديكستر باسي على موقع مرجع كرة القدم المحترفة.كوم (الإنجليزية)
- ديكستر باسي على موقع كلية كرة القدم في سبورتس رفرنس.كوم (الإنجليزية)